# 圣艾蒂安德卡拉
圣艾蒂安德卡拉（法語：Saint-Étienne-de-Carlat，法語發音：[sɛ̃.t‿etjɛn də kaʁla]，意为“卡拉的圣艾蒂安”）是法国康塔尔省的一个市镇，属于欧里亚克区。

## 地理
圣艾蒂安德卡拉（44°54'17"N, 2°34'28"E）的面积为10.62 平方千米，位于法国奥弗涅-罗讷-阿尔卑斯大区康塔爾省，该省份为法国中南部省份，位于法國中央高原中心，北起科雷兹省、上盧瓦爾省和多姆山省，西接洛特省和科雷兹省，南至阿韦龙省和洛特省，东临上盧瓦爾省和洛泽尔省。
与圣艾蒂安德卡拉接壤的市镇（或旧市镇、城区）包括：巴达亚克、卡拉、波尔米尼亚克、韦扎克、约莱。
圣艾蒂安德卡拉的时区为UTC+01:00、UTC+02:00（夏令时）。

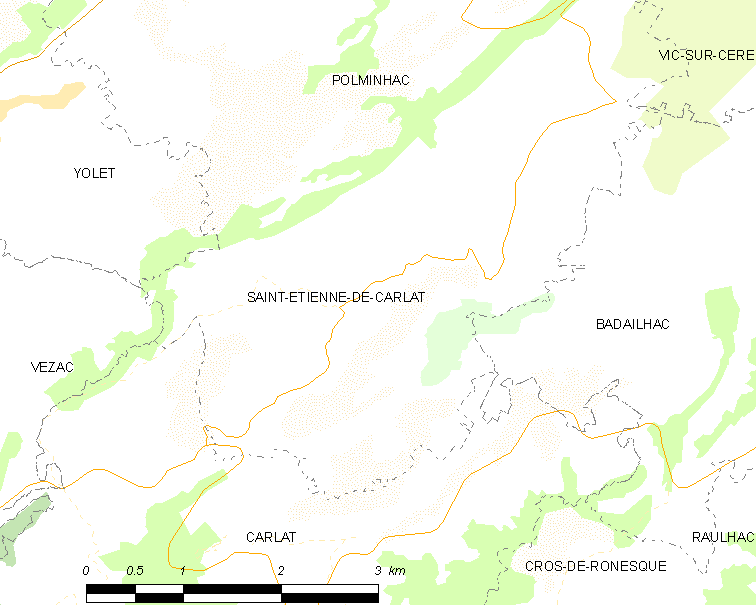
圣艾蒂安德卡拉的OSM定位图

## 行政
圣艾蒂安德卡拉的邮政编码为15130，INSEE市镇编码为15183。

## 政治
圣艾蒂安德卡拉所属的省级选区为塞尔河畔维克县。

## 人口
圣艾蒂安德卡拉于2019年1月1日时的人口数量为135人。

1962-2008年间圣艾蒂安德卡拉人口变化图示